# 馬拉卡斯特
馬拉卡斯特，是阿爾巴尼亞西南部非夏爾州的一个市镇。该市镇包括9个行政分区，行政中心为巴爾什镇。市镇面積为329.37平方公里，2011年人口数量为27,062人。该市镇的范围与原馬拉卡斯特區相同。